# Régime alcalin
Un régime alcalin est un régime alimentaire introduisant la croyance que certains aliments peuvent influencer l'équilibre acido-basique du corps humain, et affirmant que cela permet de prévenir ou guérir de certaines maladies. Selon ce régime, les aliments sont classés comme acidifiants ou alcalinisants, et il conviendrait de privilégier les aliments « alcalinisants ». Pourtant, l'homéostasie du corps humain maintient un niveau de faible alcalinité quoi que l'on consomme.

## Principes
Le régime a pour but d'amener le pH sanguin à un niveau de faible alcalinité (7,35-7,45). En réalité l'homéostasie du corps humain maintient ce niveau quoi que l'on consomme.

## Cancer
Les promoteurs de ce régime affirment que les cellules cancéreuses ne survivant pas en milieu alcalin, un régime permettant d'alcaliniser le sang permettrait d'échapper au risque de cancer. Toutefois, le pH sanguin et des autres fluides (urine exceptée) est une donnée relativement stable, et auto-régulée par des mécanismes complexes de façon à rester à l'équilibre. Tout écart au-delà de la fourchette très restreinte permettant de vivre en bonne santé (7,38/7,42) entraîne une acidose ou une alcalose. L'Institut américain de recherche contre le cancer (AICR) précise que si la qualité d'un régime alimentaire joue sur les risques de cancer, le caractère acide ou alcalin des aliments n'a lui aucune importance.
Une affaire célèbre est celle du naturopathe Robert O. Young, qui traitait une patiente, Kim Tinkham, pour son cancer du sein, mais elle est morte peu après leur passage dans l'émission The Oprah Winfrey Show. Comme le souligne le Dictionnaire sceptique :  « Bien entendu, on ne peut savoir combien de temps Tinkham aurait survécu si elle avait suivi les conseils de ses (véritables) médecins, qui recommandaient la chimiothérapie et une mastectomie. Ce qu'on sait, en revanche, c'est qu'une femme intelligente et possédée d'un ardent désir de vivre a choisi de suivre les conseils d'un charlatan plutôt que ceux de son médecin. »
Alors que leur effet sur les pertes osseuses est en cours d'évaluation, le manque de preuves de l'intérêt de ces méthodes dans les cas de cancer fait qu'elles ne sont pas conseillées en 2013 par les diététiciens et professionnels de la santé, même si des résultats in-vitro ont pu être observés.

## Douleurs lombaires
Un régime supplémenté en minéraux alcalins a des effets positifs sur les douleurs lombaires chroniques, en augmentant le pH sanguin et le magnésium intracellulaire, qui améliorent à leur tour le bon fonctionnement du système enzymatique et la mobilisation de la vitamine D, deux facteurs bénéfiques pour ce type de douleur.